# Face ID

Icono utilizado por Apple para indicar la tecnología Face ID, basado en el Icono de Happy Mac

Face ID es el nombre que Apple decidió dar al desbloqueo biométrico mediante detección facial. Este desbloqueo ha sido tan popular, que muchos fabricantes han ido incorporando este sistema de desbloqueo mediante detección facial en sus Teléfonos inteligentes. Apple empezó a incluir este desbloqueo biométrico por primera vez en el iPhone X, y después lo incluyó en más iphones como el iPhone Xs, iPhone Xs Max, iPhone Xr, iPhone 11, iPhone 11 Pro, iPhone 11 Pro Max, también lo ha incluido en las iPads Pro de 2018 y 2020 (Modelos de 11” y 12,9”). Fue creado para ser más fiable que Touch ID. Este nuevo sistema tiene como objetivo, a largo plazo, de reemplazar el sistema de reconocimiento de huellas digitales, Touch ID.

## Características
De la misma manera que Touch ID, permite la autentificación de los usuarios para el desbloqueo, la posibilidad de efectuar pagos en aplicaciones como el App Store y iTunes Store como también efectuar compras gracias a Apple Pay. El mecanismo de esta tecnología consiste en un sensor de dos partes, una primera parte que proyecta más de 30 000 puntos infrarrojos en el rostro de un ser humano para así ser capaz de obtener una imagen en 3D, el otro módulo lee la imagen resultante y la procesa. Existe una ínfima posibilidad de 1 en 1 millón que alguien pueda desbloquear el teléfono con esta tecnología, mientras que la probabilidad era de 1 en 50 000 con la tecnología precedente, Touch ID. El sistema puede equivocarse al confrontar a un gemelo. Si el teléfono de un usuario queda inactivo durante 48 horas o después de un reinicio, solamente el código proporcionado estará disponible para el desbloqueo de este. Todos los datos relacionados con el análisis facial se almacenan de forma segura dentro de Secure Enclave, un área inaccesible específica para iPhone, que se almacena dentro del procesador Apple A11 Bionic3 y que Apple supuestamente no puede tener acceso. La tecnología aprende de los cambios en el rostro del usuario del dispositivo, por lo que la hace posible identificar correctamente a la persona aunque lleve sombrero, lentes de sol y maquillaje.

### Limitaciones
Durante varias pruebas el sistema ha tenido dificultades para el reconocimiento facial de gemelos idénticos y para personas con parentesco cercano. Algunas personas han intentado vulnerar el sistema creando máscaras sofisticadas sin resultados exitosos. En noviembre de 2017 la firma de seguridad Bkav anunció que crearon una máscara que podía engañar al sistema de autenticación, más adelante la revista digital Wired mencionó que la técnica no representaba un riesgo real para el dueño del iPhone.

### Datos y privacidad
La agencia de noticias Reuters reportó en noviembre de 2017 que Apple podría compartir a desarrolladores y terceros ciertos datos faciales. Los desarrolladores requieren autorización del consumidor y no se les permite vender datos a otros ni crear perfiles de los usuarios para fines comerciales.